# Thanx

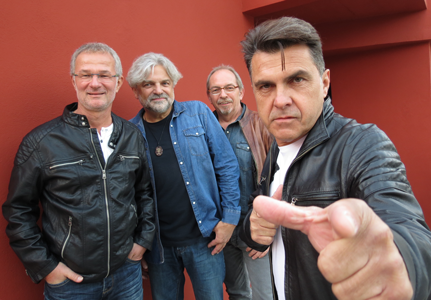

Thanx ist eine österreichische Bluesrockband. Die im Jahre 1999 gegründete Band besteht aus Frontman Gerald Strasser (Gesang, Gitarre), Herbert Felber (Gitarre, Gesang), Helmut Zettinig (Bass) und Miran Celec (Schlagzeug).
Das Live-Programm der Band umfasst überwiegend Eigenkompositionen.
Thanx hat mittlerweile zehn Alben produziert und mehr als 600 Liveauftritte absolviert. Bei der Abstimmung 2006 des österreichischen Musikmagazins „Concerto“ wurde die Band auf den 3. Platz der Kategorie “Bester Künstler Blues & Roots national” gewählt. 2014 wurde Thanx mit dem Erzherzog Johann Award ausgezeichnet.

## Diskografie
- 2002: Live at ORF Stmk
- 2004: Slice of Life
- 2006: Symbiosis
- 2008: Solid
- 2009: Momentum
- 2011: Jesus Jones
- 2013: # 7
- 2016: Rough Times
- 2018: Extract
- 2020: New York Rain
- 2022: Acoustic